# Syndicate of Sound
Syndicate of Sound war eine US-amerikanische Garage-Rock-Band, die von 1964 bis 1970 bestand. Mit Little Girl schafften sie 1966 einen US-weiten Hit.

## Bandgeschichte
Syndicate of Sound entstand 1964 in San José, Kalifornien. Die ursprünglichen Bandmitglieder waren Don Baskin (Gesang, Gitarre), John Sharkey (Gitarre, Keyboards), Larry Ray (Leadgitarre), Bob Gonzalez (Bass) und John Duckworth (Schlagzeug).
Nach einer weniger erfolgreichen Single nahmen sie am 9. Januar 1966 in San Francisco den Song Little Girl auf, der ein US-weiter Hit wurde. Mittlerweile war Larry Ray durch Jim Sawyers ersetzt worden. Die Gruppe nahm ein Album auf und trat auf der Bühne und im Fernsehen mit zahlreichen Stars auf, darunter Paul Revere & the Raiders, die Young Rascals und die Yardbirds. Little Girl erreichte im Sommer 1966 Position 8 der Charts. Die Nachfolgesingle Rumors schaffte es im Oktober 1966 noch auf Platz 55, die nächsten Singles konnten sich nicht mehr platzieren.
Nachdem Duckworth zum Militärdienst eingezogen worden war, gab es einige Umbesetzungen und einen Labelwechsel von Bell zu Buddah Records. 1970 löste sich Syndicate of Sound auf, nachdem sie mit Brown Paper Bag noch einen letzten kleineren Charthit gehabt hatten.
Ab 1990 traten Baskin, Gonzalez, Duckworth und Sawyers wieder als Syndicate of Sound auf, Ned Torney spielte die Keyboards. Nach Torneys Tod 2005 blieben die übrigen Bandmitglieder als Quartett aktiv.
2006 wurde Syndicate of Sound in die San José Rocks Hall of Fame aufgenommen.